# Rassemblement Démocratique Africain
De Rassemblement Démocratique Africain (RDA, d.i. de Afrikaanse Democratische Groepering) was een panafrikaanse partij met regionale afdelingen (secties) in diverse West-Afrikaanse landen die deel uitmaakten van Frans-West-Afrika.
De RDA werd in 1946 in Bamako (hoofdstad van Mali) opgericht. Het voornaamste doel van de RDA was de ontwikkeling van de Franse koloniën binnen het Franse rijk. Voorzitter van de RDA was Félix Houphouët-Boigny, een Ivoriaanse planter. Leden van de RDA werden in 1946 in de Franse Nationale Vergadering in Parijs gekozen. Zij sloten zich aan bij de parlementaire fractie van de Communistische Partij van Frankrijk. Reeds in 1947 brak de RDA met de communisten, omdat zij geen deel meer uitmaakten van de Franse regering. 
De RDA ontwikkelde zich tot een echte massabeweging waar iedere Afrikaanse nationalist in Frans-West-Afrika zich bij kon aansluiten. Er was geen echte ideologie. Dit leidde tot ernstige conflicten binnen de partijleiding. De anticommunistische Houphouët-Boigny raakte in conflict met de Senegalese afdeling van de partij die onder invloed was geraakt van haar voorzitter, dichter-filosoof Léopold Senghor. Senghor bepleitte een neutralistische lijn. De Malinese afdeling onder Modibo Keïta sloot zich aan bij Senghors ideeën. De afdelingen van Ivoorkust, Gabon, Opper-Volta en Dahomey kozen de kant van Houphouët-Boigny. De andere afdelingen (Mauritanië, Tsjaad, Niger etc.) kozen resp. voor Senghor of Houphouët.
De conflicten liepen uit de hand en op 25 september 1957 kwam er in feite een einde aan de Rassemblement Démocratique Africain, alhoewel, de meeste regionale partijen bleven vaak de afkorting 'RDA' achter die van hun eigen partij gebruiken, zoals in Frans-Soedan (Mali) en Ivoorkust.

## Afdelingen
- Oubangui-Chari: Union Oubanguienne
- Dahomey: Rassemblement Démocratique du Dahomé-RDA
- Gabon: Bloc Démocratique Gabonais
- Frans-Soedan: Union Soudanaise-RDA
- Guinee: Parti démocratique de Guinée
- Ivoorkust: Parti démocratique de la Côte d'Ivoire-RDA
- Mauritanië: Parti Rassemblement Mauritian
- Niger: Parti Progressiste Nigérien
- Opper-Volta: Union Démocratique Voltaïque-RDA
- Senegal: Bloc Démocratique Sénégalais
- Frans-Congo: Parti Progressiste Congolais
- Tsjaad: Parti Progressiste Tchadien
- Frans-Kameroen: Union des Populations du Cameroun